# ジョン・キフメイヤー
ジョン・キフメイヤー（John Kiffmeyer、1969年7月11日 - ）はアメリカ合衆国のミュージシャン。グリーン・デイの元メンバー。